# Jon (namn)
Mansnamnet Jon, även Joen och Joan är en gammal nordisk sidoform av Johannes (Johan) eller möjligen Jona/Jonas och var länge ett av de vanligaste svenska namnen. En engelsk version är John. Nu för tiden är namnet kanske mer vanligt i Norge. Den isländska formen är Jón. I engelskan anses Jon vara en förkortning av Jonathan. På 1700-talet ersattes namnet i almanackan med Jonas. Namnet förekommer på runstenar med stavningen Ion.
På 1980-talet blev Jon ett ganska vanligt namn och det infördes i almanackan igen 1986. Under 1990-talet ebbade dock modevågen ut. 31 december 2009 fanns det totalt 5.929 personer i Sverige med namnet Jon, varav 3.234 med det som tilltalsnamn. År 2003 fick 61 pojkar namnet, varav 17 fick det som tilltalsnamn.
Namnsdag: i Sverige 21 augusti, (1986-1992: 29 mars). I den finlandssvenska namnsdagslängden har Jon namnsdag 24 juni sedan 2000.

## Personer med namnet Jon
- Jon Bing, norsk science fiction-författare och professor
- Jon Cruddas, brittisk politiker
- Jon Dahl Tomasson, dansk fotbollsspelare
- Jon Favreau, amerikansk skådespelare, manusförfattare, filmproducent och regissör
- Jon Fosse, norsk författare
- Jon Jarl, jarl
- Jon Jönsson, fotbollsspelare
- Jon Knutsson (Aspenäsätten), riddare och häradshövding i Östergötland
- Jon Landau, amerikansk musikkritiker, manager and skivproducent
- Jon Lee, engelsk skådespelare och sångare
- Jon Lindström, finlandssvensk regissör och manusförfattare
- Jon Lord, brittisk musiker
- Jon Nödtveidt, sångare och gitarrist
- Jon Rekdal, kompositör, musiker, regissör, skådespelare, poet och sångare
- Jon Skolmen, norsk skådespelare, programledare och författare
- Jon Stewart, amerikansk komiker och programledare
- Jon Toogood, nyzeeländsk skådespelare
- Jon Voight, amerikansk skådespelare
- Walter Jon Williams, amerikansk författare
- Jon Lauritz Qvisling, norsk präst och kyrkohistorisk författare